# Kurt Planitzer
Kurt Planitzer (* 14. September 1936; † 15. Oktober 2022) war ein deutscher Fußballspieler. Der Torhüter spielte sieben Runden in der Ligamannschaft des 1. FSV Mainz 05 und absolvierte für die Rheinhessen von 1963 bis 1970 in der Regionalliga Südwest insgesamt 191 Ligaspiele und erzielte ein Tor.

## Laufbahn

### Mainz 05, 1963 bis 1970
Nach dem letzten Jahr des alten Ligasystems mit den regionalen Oberligen als Leistungsspitze, 1962/63, wechselte Torhüter Kurt Planitzer von der FVgg Kastel 06 zu Mainz 05. Die Nullfünfer waren zur Saison 1963/64 in die neu eingeführte Zweitklassigkeit der Fußball-Regionalliga Südwest eingereiht worden. Bei den Schwarz-Gelben vom Sportplatz „In der Witz“ hatte Planitzer lange Zeit Erfahrung als Feldspieler gesammelt, bevor er sich als Torhüter einen Namen machte und das Angebot aus dem Vertragsspielerlager annahm und die Rheinseite wechselte. Im Debütjahr der zweitklassigen Regionalliga-Südwest belegte Planitzer mit seinen neuen Mannschaftskameraden den vierten Rang und hatte 13 Ligaspiele in der 20er-Staffel unter Trainer Heinz Baas bestritten. Neben dem Neuzugang aus Kastel waren auch noch Günter Dutine, Kurt Sauer und aus der eigenen 05er-Reserve der weitere Torhüter Dieter Rauch, zum Spielerkader des Teams aus dem Bruchwegstadion gekommen. Im Rundenbetrieb lieferten sich Planitzer und Rauch einen ehrgeizigen Zweikampf um die Nachfolge von Horst-Dieter Strich im Gehäuse der Nullfünfer, da dieser an den „Betzenberg“ zum 1. FC Kaiserslautern in die Fußball-Bundesliga gewechselt war. Ab seinem zweiten Jahr bei Mainz, 1964/65, war Planitzer aber die unumstrittene Nummer eins; er stand in allen 34 Verbandsspielen im Tor und erzielte auch noch am 9. Mai 1965 bei der 1:4-Auswärtsniederlage beim BSC Oppau den Mainzer Ehrentreffer.
Zum sportlichen Höhepunkt wurden aber in dieser Saison die ausgezeichneten Leistungen im Pokal. Zuerst setzten sich die Nullfünfer im Südwesten gegen Eintracht Bad Kreuznach (3:1), Hassia Bingen (6:2), den SV Hildburg Elkenroth (4:1) sowie mit einem 4:0-Erfolg beim TuS Neuendorf in der vierten Runde durch und zogen damit in den DFB-Pokal ein. Im Januar und Februar 1965 schalteten sie in den ersten beiden Runden gleich zwei Bundesligisten aus. Am 16. Januar kam Werder Bremen mit 23:13 Punkten als Tabellenführer der Bundesliga nach Mainz und wurde vor 12.000 Zuschauern mit 1:0 besiegt. Bremen gelang am Rundenende der Gewinn der deutschen Meisterschaft. Dass Mainz in den Spielen gegen Neuendorf und insbesondere gegen Bremen die „Null“ halten konnte, war ein Erfolg der Defensive, wo Torhüter Planitzer im Verbund mit den Abwehrrecken wie Helmut Müllges, Heinz Wassermann und Carlo Storck ihre Aufgabe mit Auszeichnung erledigten. Am 6. Februar rangen die Rot-Weißen dem TSV 1860 München unter Trainer Max Merkel vor 20.000 Zuschauern ein 2:2-Remis nach Verlängerung ab. Vierzehn Tage später, am 17. Februar, gelang sogar im Stadion an der Grünwalder Straße ein 2:1-Auswärtserfolg. Der Europacupfinalist aus München war dabei im Angriff mit Alfred Heiß, Hans Rebele, Rudi Brunnenmeier, Peter Grosser und Rudolf Steiner angetreten. Mehr wie den zwischenzeitlichen 1:1-Ausgleichstreffer von Torjäger Brunnenmeier in der 27. Minute gelang den „Löwen“ nicht gegen den Mainzer Abwehrverbund um Torhüter Planitzer. Im Viertelfinale konnten die Mainzer am 27. Februar dem 1. FC Nürnberg vor 24.000 Zuschauern bis zur zweiten Halbzeit Paroli bieten, ehe sich der „Club“ in den zweiten 45 Minuten mit 3:0 durchsetzte. Die Franken waren nach 22 Bundesligaspielen mit 27:17 Punkten auf dem vierten Rang stehend, punktgleich mit dem zweiten und dritten Platz, nach Rheinhessen angereist. Planitzer hatte sich dabei in erster Linie gegen die Angriffskunst der „Club“-Stürmer Manfred Greif, Rolf Wüthrich, Heinz Strehl, Tasso Wild und Anton Allemann zu behaupten gehabt.
In der dritten Regionalligasaison 1965/66, verpasste Planitzer an der Seite des neuen Spielmachers Horst Hülß mit dem dritten Rang knapp die Bundesligaaufstiegsrunde. Eine überzeugende Rückrunde mit 23:7 Punkten – es gab nur zwei Niederlagen und drei Unentschieden neben zehn Siegen – reichte am Ende nicht um den Meister FK Pirmasens und Vizemeister 1. FC Saarbrücken am Einzug in die Aufstiegsrunde zu hindern. Wesentlicher Anteil am Erfolg dieser Runde hatte die Konstanz in der Defensive, wo mit Torhüter Planitzer, dem Verteidigerpaar Müllges und Wassermann, den Außenläufern Günther Dutine und Kurt Sauer, sowie in der Innenverteidigung mit Gerhard Görlach und Carlo Storck ein eingespielter Block agierte, der in 30 Ligaspielen lediglich 39 Gegentore zu verantworten hatte. Planitzer hatte alle 30 Ligaspiele bestritten. In den zwei folgenden Runden verbesserten Planitzer und Kollegen die Quote der Gegentreffer mit 35 (1967) und 32 (1968) noch, erreichten aber zweimal mit vierten Rängen das Ziel der Aufstiegsrunde nicht.
Als in der Saison 1969/70 mit dem ehemaligen Weisenauer Erfolgstrainer Erich Gehbauer lediglich das Ziel des Klassenerhaltes umgesetzt werden konnte, bestritt Kurt Planitzer mit 33 Jahren nochmals 24 Rundenspiele. Nach sieben Regionalligarunden mit insgesamt 191 Ligaeinsätzen beendete er im Sommer 1970 seine höherklassige Laufbahn. Die zwei jungen Torhütertalente Wolfgang Kneib und Wolfgang Orben traten ab 1970/71 seine Nachfolge an.
Der zuverlässige Torhüterroutinier schloss sich zur Saison 1970/71 dem alten Mainzer Lokalrivalen SV Weisenau in der Amateurliga Südwest an.
Kurt Planitzer starb am 15. Oktober 2022 im Alter von 86 Jahren.